# Jacqueline West (Kostümbildnerin)
Jacqueline West ist eine US-amerikanische Kostümbildnerin. Bekannt wurde sie durch ihre Arbeiten für Kinofilme wie Die Wiege der Sonne, Die Liga der außergewöhnlichen Gentlemen, Der seltsame Fall des Benjamin Button, The Tree of Life oder The Revenant – Der Rückkehrer.

## Leben und Werk
Jacqueline West arbeitete als Modedesignerin in der San Francisco Bay Area, mit eigenen Geschäften in Berkeley, Kalifornien. Kontakt zur Filmszene bekam sie, als sie den Regisseur Philip Kaufman bei seinem Film Henry & June im Jahr 1990 im Hintergrund als Kostüm-Beraterin unterstützte. Offiziell begann Jacqueline West ihre Karriere dann als Kostümbildnerin 1993 mit ihrer Arbeit für Philip Kaufmans Thriller Die Wiege der Sonne mit Sean Connery und Wesley Snipes in den Hauptrollen. Kaufman engagierte sie im Jahr 2000 erneut, dieses Mal für sein Drama Quills – Macht der Besessenheit. Für diesen Film erhielt West bei der Verleihung 2001 ihre erste Nominierung. 2003 verpflichtete sie Stephen Norrington für seinen Fantasy-Film Die Liga der außergewöhnlichen Gentlemen, dafür erhielt Jacqueline West eine Nominierung für den Saturn Award. 2005 bei der Produktion für das Drama The New World begann ihre Zusammenarbeit mit dem Regisseur Terrence Malick, die 2011 mit The Tree of Life, 2012 mit dem Film To the Wonder und 2015 mit dem Drama Knight of Cups weitergeführt wurde. 2009 wurde sie für ihre Arbeit für David Finchers Filmdrama Der seltsame Fall des Benjamin Button mit einer zweiten Oscar-Nominierung geehrt. Für Francis Lawrences Film Wasser für die Elefanten erhielt sie 2011 einen Satellite Award. Ihre dritte Oscar-Nominierung erhielt Jacqueline West 2016 für Alejandro González Iñárritus Filmproduktion The Revenant – Der Rückkehrer mit Leonardo DiCaprio in der Hauptrolle.

## Filmografie (Auswahl)
- 1993: Die Wiege der Sonne (Rising Sun)
- 2000: Quills – Macht der Besessenheit (Quills)
- 2000: Just One Night
- 2002: Groupies Forever (The Banger Sisters)
- 2002: Leo
- 2003: Die Liga der außergewöhnlichen Gentlemen (The League of Extraordinary Gentlemen)
- 2005: Down in the Valley
- 2005: The New World
- 2006: Lonely Hearts Killers (Lonely Hearts)
- 2007: Invasion (The Invasion)
- 2008: Der seltsame Fall des Benjamin Button (The Curious Case of Benjamin Button)
- 2009: State of Play – Stand der Dinge (State of Play)
- 2010: The Social Network
- 2011: Wasser für die Elefanten (Water for Elephants)
- 2011: The Tree of Life
- 2012: Argo
- 2012: To the Wonder
- 2014: The Gambler
- 2014: Seventh Son
- 2015: Knight of Cups
- 2015: The Revenant – Der Rückkehrer (The Revenant)
- 2016: Live by Night
- 2017: Song to Song
- 2021: Dune
- 2023: Killers of the Flower Moon
- 2024: Dune: Part Two

## Auszeichnungen
- 2001: Oscar-Nominierung in der Kategorie Bestes Kostümdesign bei der Verleihung 2001 für Quills – Macht der Besessenheit
- 2004: Saturn-Award-Nominierung in der Kategorie Bestes Kostümdesign für Die Liga der außergewöhnlichen Gentlemen
- 2009: Oscar-Nominierung in der Kategorie Bestes Kostümdesign bei der Verleihung 2009 für Der seltsame Fall des Benjamin Button
- 2011: Satellite Award in der Kategorie Bestes Kostümdesign für Wasser für die Elefanten
- 2016: Oscar-Nominierung in der Kategorie Bestes Kostümdesign bei der Verleihung 2016 für The Revenant – Der Rückkehrer
- 2022: Critics’-Choice-Movie-Award-Nominierung in der Kategorie Bestes Kostümdesign für Dune
- 2022: Oscar-Nominierung in der Kategorie Bestes Kostümdesign bei der Verleihung 2022 für Dune
- 2024: Oscar-Nominierung in der Kategorie Bestes Kostümdesign bei der Verleihung 2024 für Killers of the Flower Moon
- 2025: Critics’-Choice-Movie-Award-Nominierung in der Kategorie Beste Kostüme bei der Verleihung 2025 für Dune: Part Two